# Knez (piosenkarz)
Knez, właściwie Nenad Knežević (ur. 5 grudnia 1967 w Cetynii) – czarnogórski piosenkarz, zwycięzca Festiwalu Muzycznego w Budvie w 2000 roku, reprezentant Czarnogóry w 60. Konkursie Piosenki Eurowizji w 2015 roku.

## Życiorys

### Początki kariery
Rozpoczął karierę muzyczną w wieku 6 lat występem z piosenką „Bio jednom jedan lav” na festiwalu Naša Radost w Titogradzie (obecnej Podgoricy). Niedługo potem został chórzystą w chórze dziecięcym Suncokrili. Podczas nauki w liceum założył z gitarzystą Leo Đokajem zespół muzyczny o nazwie Visoka frekvencija. Po zakończeniu edukacji w szkole średniej został wokalistą grupy Milan i Luna oraz założycielem formacji Montenegro Band, którą współtworzył ze swoim ojcem, Miliją Kneževiciem. W skład zespołu weszli wówczas gitarzysta Jovović Milorad-Šule i klawiszowiec Aleksandar Saša Tamindžić.

### Kariera solowa

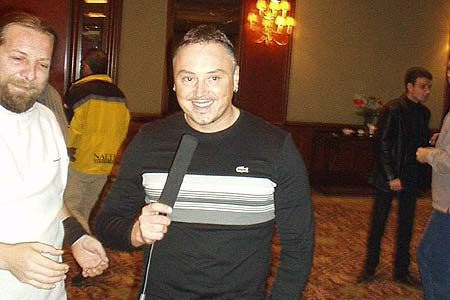
Nenad Knezević, 2014

W 1992 roku rozpoczął karierę solową startem na Festiwalu Muzyki Popowej w Belgradzie z utworem „Da l’ si ikada mene voljela”. W tym samym roku nagrał materiał na debiutancką płytę studyjną zatytułowaną Kao magija, przy której tworzeniu pomogli mu: Đokaj, Ljubo Jovović i Zlatko Jovović. W 1996 roku ukazał się jego drugi album studyjny zatytułowany Iz dana u dan, a rok później premierę miała trzecia płyta pt. Automatic.
W 1999 roku ukazał się debiutancki album kompilacyjny Kneza, zawierający jego najpopularniejsze kompozycje, dwa nowe utwory („Nijedna žena na svijetu” i „Ti ne znaš ko sam ja”) oraz remiks singla „Kao magija”. W 2000 roku piosenkarz zajął pierwsze miejsce z utworem „Vjeruj” na Festiwalu Piosenki w Budvie. Singiel promował jego czwartą płytę długogrającą zatytułowaną Daleko, visoko, która została nagrana i wydana w tym samym roku.

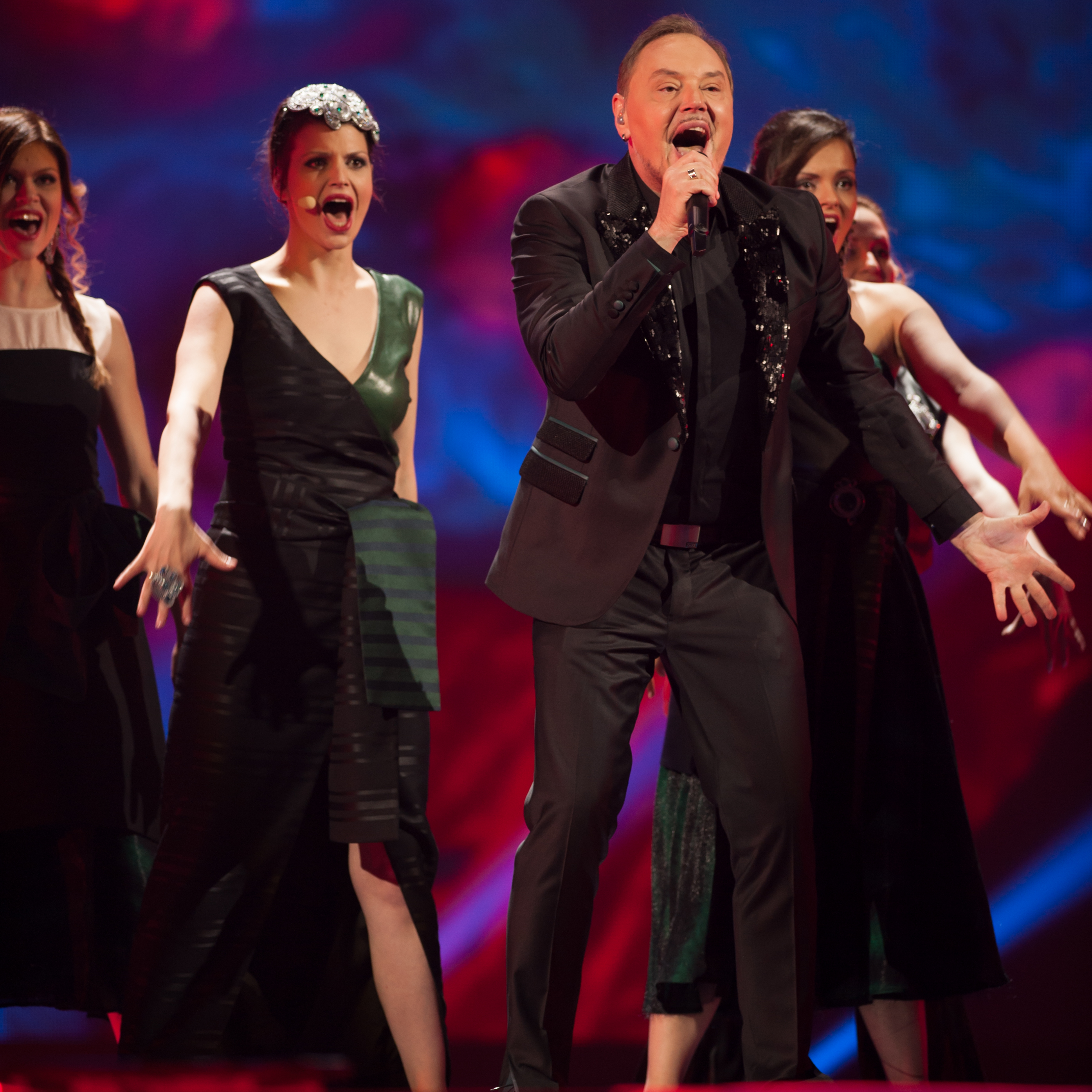
Knez podczas prób do występu w 60. Konkursie Piosenki Eurowizji, maj 2015

W 2003 roku premierę miał jego piąty album studyjny zatytułowany Ti me znaš. W 2005 roku odbyła się premiera jego szóstej płyty pt. Vanilla. W 2006 roku piosenkarz zajął trzecie miejsce z piosenką „Ti si sve zaboravila” na Festiwalu Muzycznym w Budvie. W tym samym roku wydał swój drugi album kompilacyjny zatytułowany Balade, a dwa lata później – siódmą płytę studyjną zatytułowaną Otrov i med.
W 2012 roku ukazał się jego ósmy krążek studyjny zatytułowany The Magic of Balkan. W 2013 roku Knez wziął udział w pierwszej edycji programu Tvoje lice zvuči poznato, będącego serbską wersją formatu Your Face Sounds Familiar. Zajął piąte miejsce.
Pod koniec października 2014 roku czarnogórski nadawca publiczny Radiotelevizija Crne Gore (RTCG) ogłosił, że Knez został wybrany wewnętrznie na reprezentanta Czarnogóry w 60. Konkursie Piosenki Eurowizji, organizowanym w Wiedniu w maju 2015 roku. Jego konkursowy utwór „Adio” został skomponowany przez Željko Joksimovicia. 21 maja piosenkarz wystąpił z czwartym numerem startowym w drugim półfinale konkursu i z czwartego miejsca awansował do finału, który odbył się w sobotę, 23 maja. Wystąpił w nim jako szesnasty w kolejności i zajął trzynaste miejsce z 44 punktami na koncie.

### Życie prywatne
Był żonaty z Niną, z którą ma dwie córki: Kseniję i Andreę. W 2013 roku para rozwiodła się po 17 latach małżeństwa.

## Dyskografia

### Albumy studyjne
- Kao magija (1994)
- Iz dana u dan (1996)
- Automatic (1997)
- Daleko, visoko (2001)
- Ti me znaš (2003)
- Vanilla (2005)
- Otrov i med (2008)
- The Magic of Balkan (2012)

### Albumy kompilacyjne
- The Best of Knez (1999)
- Balade (2006)